# Fifehead St Quintin
Fifehead St Quintin – przysiółek w Anglii, w Dorset. Leży 11,7 km od miasta Blandford Forum, 21,9 km od miasta Dorchester i 171,2 km od Londynu. Fifehead St Quintin jest wspomniana w Domesday Book (1086) jako Fifhide.